# دیچ داوی
دیچ داوی (انگلیسی: Ditch Davey؛ زادهٔ ۱۹۷۵) یک هنرپیشه اهل استرالیا است.
از فیلم‌ها یا برنامه‌های تلویزیونی که وی در آن نقش داشته است می‌توان به اسپارتاکوس: جنگ نفرین‌شده اشاره کرد.